# Liu Xiaosheng
Liu Xiaosheng, född 5 januari 1988, är en friidrottare från Kina. Han deltog vid olympiska sommarspelen 2008.